# Йенсен, Фриц
Фриц Йенсен при рождении Фридрих Альберт Иерусалим (нем. Fritz Jensen; 26 декабря 1903, Прага, Богемия, Австро-Венгрия — 11 апреля 1955, Борнео) — австрийский писатель
, журналист, редактор и медик.

## Биография
Родился в либеральной еврейской семье фабриканта, был сыном австрийской писательницы Эльзы Иерусалим. С 1923 по 1929 год  изучал медицину, познакомился с Карлом Краусом и Элиасом Канетти и присоединился к рабочему движению. В 1929 году получил докторскую степень.
Член Коммунистической партии Австрии с 1929 года. В феврале 1934 года — участник вооружённой борьбы венских рабочих против правительственных войск, был арестован и брошен в концлагерь.
Участник Гражданской войны в Испании. С 1936 года — главный врач Интернациональных бригад, сражавшихся за республиканскую Испанию. После поражения, в мае 1939 года бежал через Францию и Великобританию в Китай, где работал в Китайском Красном Кресте.
В 1939—1947 годах работал врачом в Народно-освободительной армии Китая. Участвовал в войне сопротивления против японской оккупационной армии.
В 1950—1953 годах — редактор печатного органа Компартии Австрии «Фольксштимме» (нем. Volksstimme).
Создатель, режиссёр и актёр венской агитационной группы «Штоссбригада». С начала 1930-х гг. печатал революционные стихи.
В книге «Воспоминания о Вьетнаме» (издание 1955) описано создание Демократической Республики Вьетнам.
Будучи журналистом, путешествовал по Корее и Вьетнаму, где брал интервью, в т.ч. у Хо Ши Мина.
Погиб во время террористического акта, устроенного тайваньской секретной службой 11 апреля 1955 года недалеко от Сингапура, когда его самолёт во время полёта на первую афро-азиатскую конференцию был взорван (целью покушения являлся Чжоу Эньлай, которого не было в самолёте). Похоронен на кладбище героев Бабаошань в Пекине.

## Избранные публикации
- China siegt (Wien, Stern 1949; Berlin, Dietz 1950).
- Die Brücke von Berlin nach Peking (Berlin, Kongreß 1951).
- Erlebtes Vietnam (Wien, Stern 1955; Berlin, Dietz 1955; Wien, Buchgemeinde 1955).
- Opfer und Sieger (Berlin, Dietz 1955).
- Hu Tschiau-mu [Hu Qiaomu]: 30 Jahre Geschichte der Kommunistischen Partei Chinas (Berlin,  Dietz 1954).